# Agatha Christie’s Poirot/Episodenliste
Diese Episodenliste enthält alle Episoden der britischen Serie Agatha Christie’s Poirot, sortiert nach der britischen Erstausstrahlung. Die Fernsehserie umfasst 13 Staffeln mit insgesamt 70 Episoden.

## Staffel 1
Die erste Staffel besteht aus zehn Episoden.
| Nr. (ges.) | Nr. (St.) | Deutscher Titel                            | Originaltitel                     | Erstausstrahlung Vereinigtes Königreich | Deutschsprachige Erstausstrahlung (Deutschland) | Vorlage                                    |
| ---------- | --------- | ------------------------------------------ | --------------------------------- | --------------------------------------- | ----------------------------------------------- | ------------------------------------------ |
| 1          | 1         | Köchin gesucht                             | The Adventure of the Clapham Cook | 8. Jan. 1989                            | 27. März 1990                                   | Köchin gesucht                             |
| 2          | 2         | Poirot riecht den Braten                   | Murder in the Mews                | 15. Jan. 1989                           | 10. Apr. 1990                                   | Poirot riecht den Braten                   |
| 3          | 3         | Poirot und der Kidnapper                   | The Adventure of Johnnie Waverly  | 22. Jan. 1989                           | 17. Apr. 1990                                   | Poirot und der Kidnapper                   |
| 4          | 4         | Vierundzwanzig Schwarzdrosseln             | Four and Twenty Blackbirds        | 29. Jan. 1989                           | 15. Mai 1990                                    | Vierundzwanzig Schwarzdrosseln             |
| 5          | 5         | Tod im dritten Stock                       | Third Floor Flat                  | 5. Feb. 1989                            | 22. Mai 1990                                    | Tod im dritten Stock                       |
| 6          | 6         | Urlaub auf Rhodos                          | Triangle at Rhodes                | 12. Feb. 1989                           | 29. Mai 1990                                    | Urlaub in Rhodos                           |
| 7          | 7         | Eine Tür fällt ins Schloss                 | Problem at Sea                    | 19. Feb. 1989                           | 18. Sep. 1990                                   | Eine Tür fällt ins Schloss                 |
| 8          | 8         | Der unglaubliche Diebstahl der Bomberpläne | The Incredible Theft              | 26. Feb. 1989                           | 25. Sep. 1990                                   | Der unglaubliche Diebstahl der Bomberpläne |
| 9          | 9         | Die Abenteuer des Kreuzkönigs              | The King of Clubs                 | 12. März 1989                           | 2. Okt. 1990                                    | Das Abenteuer des Kreuzkönigs              |
| 10         | 10        | Der Traum                                  | The Dream                         | 19. März 1989                           | 16. Okt. 1990                                   | Der Traum                                  |

## Staffel 2
Die zweite Staffel besteht aus einem Pilotfilm (Das Haus auf der Klippe) und weiteren acht Episoden.
| Nr. (ges.) | Nr. (St.) | Deutscher Titel                     | Originaltitel                      | Erstausstrahlung Vereinigtes Königreich | Deutschsprachige Erstausstrahlung (Deutschland) | Vorlage                                  |
| ---------- | --------- | ----------------------------------- | ---------------------------------- | --------------------------------------- | ----------------------------------------------- | ---------------------------------------- |
| 11         | 1         | Das Haus auf der Klippe             | Peril at End House                 | 7. Jan. 1990                            | Teil 1: 25. Sep. 1993 Teil 2: 2. Okt. 1993      | Das Haus an der Düne                     |
| 12         | 2         | Erpressung und andere Kleinigkeiten | The Veiled Lady                    | 14. Jan. 1990                           | 8. Okt. 1993                                    | Poirot geht stehlen                      |
| 13         | 3         | Die verschollene Silbermine         | The Lost Mine                      | 21. Jan. 1990                           | 27. Nov. 1993                                   | Die verlorene Mine                       |
| 14         | 4         | Das Rätsel von Cornwall             | The Cornish Mystery                | 28. Jan. 1990                           | 30. Okt. 1993                                   | Die mysteriöse Angelegenheit in Cornwall |
| 15         | 5         | Mord ohne Leiche                    | The Disappearance of Mr. Davenheim | 4. Feb. 1990                            | 6. Nov. 1993                                    | Das Verschwinden Mister Davenheims       |
| 16         | 6         | Doppelte Sünde                      | Double Sin                         | 11. Feb. 1990                           | 6. Nov. 1993                                    | Die Doppelsünde                          |
| 17         | 7         | Mord im Mietpreis inbegriffen       | The Adventure of the Cheap Flat    | 18. Feb. 1990                           | 20. Nov. 1993                                   | Die mysteriöse Wohnung                   |
| 18         | 8         | Im Namen der Nation                 | The Kidnapped Prime Minister       | 25. Feb. 1990                           | 4. Dez. 1993                                    | Der entführte Premierminister            |
| 19         | 9         | Die Augen des chinesischen Gottes   | The Adventure of the Western Star  | 4. März 1990                            | 11. Dez. 1993                                   | Die Augen der Gottheit                   |

## Staffel 3
Die dritte Staffel besteht aus einem Pilotfilm (Eine Familie steht unter Verdacht) und weiteren zehn Episoden.
| Nr. (ges.) | Nr. (St.) | Deutscher Titel                      | Originaltitel                    | Erstausstrahlung Vereinigtes Königreich | Deutschsprachige Erstausstrahlung (Deutschland) | Vorlage                            |
| ---------- | --------- | ------------------------------------ | -------------------------------- | --------------------------------------- | ----------------------------------------------- | ---------------------------------- |
| 20         | 1         | Eine Familie steht unter Verdacht    | The Mysterious Affair at Styles  | 16. Sep. 1990                           | 22. Okt. 1994                                   | Das fehlende Glied in der Kette    |
| 21         | 2         | Edle Düfte                           | How Does Your Garden Grow?       | 6. Jan. 1991                            | 18. Dez. 1993                                   | Der verräterische Garten           |
| 22         | 3         | Die Reise auf der Queen Mary         | The Million Dollar Bond Robbery  | 13. Jan. 1991                           | 15. Okt. 1994                                   | Der raffinierte Aktiendiebstahl    |
| 23         | 4         | Mitgiftjäger                         | The Plymouth Express             | 20. Jan. 1991                           | 1. Jan. 1994                                    | Das Geheimnis des Plymouth Express |
| 24         | 5         | Das Wespennest                       | Wasps' Nest                      | 27. Jan. 1991                           | 29. Okt. 1994                                   | Das Wespennest                     |
| 25         | 6         | Geistergeschichten                   | The Tragedy at Marsdon Manor     | 3. Feb. 1991                            | 5. Nov. 1994                                    | Die Tragödie von Marsdon Manor     |
| 26         | 7         | Die russische Gräfin                 | The Double Clue                  | 10. Feb. 1991                           | 12. Nov. 1994                                   | Ein Indiz zuviel                   |
| 27         | 8         | Das Geheimnis der spanischen Truhe   | The Mystery of the Spanish Chest | 17. Feb. 1991                           | 19. Nov. 1994                                   | Die spanische Truhe                |
| 28         | 9         | Der Diebstahl des königlichen Rubins | The Theft of the Royal Ruby      | 24. Feb. 1991                           | 26. Nov. 1994                                   | Ein diplomatischer Zwischenfall    |
| 29         | 10        | Maskenball                           | The Affair at the Victory Ball   | 3. März 1991                            | 3. Dez. 1994                                    | Mord auf dem Siegesball            |
| 30         | 11        | Geheimnisvoller Mord im Jagdhaus     | The Mystery of Hunter’s Lodge    | 10. März 1991                           | 10. Dez. 1994                                   | Das Mysterium von Hunter’s Lodge   |

## Staffel 4
Die vierte Staffel besteht aus drei Filmen.
| Nr. (ges.) | Nr. (St.) | Deutscher Titel    | Originaltitel            | Erstausstrahlung Vereinigtes Königreich | Deutschsprachige Erstausstrahlung (Deutschland) | Vorlage                           |
| ---------- | --------- | ------------------ | ------------------------ | --------------------------------------- | ----------------------------------------------- | --------------------------------- |
| 31         | 1         | Mord nach Fahrplan | The ABC Murders          | 5. Jan. 1992                            | 8. Okt. 1994                                    | Die Morde des Herrn ABC           |
| 32         | 2         | Die Wespe          | Death in the Clouds      | 12. Jan. 1992                           | 25. Dez. 1993                                   | Tod in den Wolken                 |
| 33         | 3         | Himmel und Hölle   | One, Two, Buckle My Shoe | 19. Jan. 1992                           | 26. Dez. 1993                                   | Das Geheimnis der Schnallenschuhe |

## Staffel 5
Die fünfte Staffel besteht aus acht Episoden.
| Nr. (ges.) | Nr. (St.) | Deutscher Titel                            | Originaltitel                           | Erstausstrahlung Vereinigtes Königreich | Deutschsprachige Erstausstrahlung (Deutschland) | Vorlage                                    |
| ---------- | --------- | ------------------------------------------ | --------------------------------------- | --------------------------------------- | ----------------------------------------------- | ------------------------------------------ |
| 34         | 1         | Das Abenteuer des ägyptischen Grabes       | The Adventure of the Egyptian Tomb      | 17. Jan. 1993                           | 21. Nov. 2018                                   | Das Abenteuer des ägyptischen Grabes       |
| 35         | 2         | Der Prügelknabe                            | The Underdog                            | 24. Jan. 1993                           | 21. Nov. 2018                                   | Der Prügelknabe                            |
| 36         | 3         | Lasst Blumen sprechen                      | The Yellow Iris                         | 31. Jan. 1993                           | 28. Nov. 2018                                   | Lasst Blumen sprechen                      |
| 37         | 4         | Das fehlende Testament                     | The Case of the Missing Will            | 7. Feb. 1993                            | 28. Nov. 2018                                   | Das fehlende Testament                     |
| 38         | 5         | Das Abenteuer des italienischen Edelmannes | The Adventure of the Italian Nobleman   | 14. Feb. 1993                           | 5. Dez. 2018                                    | Das Abenteuer des italienischen Edelmannes |
| 39         | 6         | Die Pralinenschachtel                      | The Chocolate Box                       | 21. Feb. 1993                           | 5. Dez. 2018                                    | Die Pralinenschachtel                      |
| 40         | 7         | Auch Pünktlichkeit kann töten              | Dead Man’s Mirror                       | 28. Feb. 1993                           | 12. Dez. 2018                                   | Auch Pünktlichkeit kann töten              |
| 41         | 8         | Der Juwelenraub im Grand Hotel             | Jewel Robbery at the Grand Metropolitan | 7. März 1993                            | 12. Dez. 2018                                   | Der Juwelenraub im Grand Hotel             |

## Staffel 6
Die sechste Staffel besteht aus vier Filmen.
| Nr. (ges.) | Nr. (St.) | Deutscher Titel              | Originaltitel              | Erstausstrahlung Vereinigtes Königreich | Deutschsprachige Erstausstrahlung (Deutschland) | Vorlage                     |
| ---------- | --------- | ---------------------------- | -------------------------- | --------------------------------------- | ----------------------------------------------- | --------------------------- |
| 42         | 1         | Hercule Poirot's Weihnachten | Hercule Poirot’s Christmas | 1. Jan. 1995                            | 27. Dez. 2017                                   | Hercule Poirots Weihnachten |
| 43         | 2         | Die Kleptomanin              | Hickory Dickory Dock       | 12. Feb. 1995                           | 16. Jan. 2019                                   | Die Kleptomanin             |
| 44         | 3         | Mord auf dem Golfplatz       | Murder on the Links        | 11. Feb. 1996                           | 23. Jan. 2019                                   | Mord auf dem Golfplatz      |
| 45         | 4         | Der ballspielende Hund       | Dumb Witness               | 16. März 1997                           | 30. Jan. 2019                                   | Der ballspielende Hund      |

## Staffel 7
Die siebte Staffel besteht aus zwei Filmen. Ab Folge 46 wurde im Format 16:9 produziert.
| Nr. (ges.) | Nr. (St.) | Deutscher Titel    | Originaltitel               | Erstausstrahlung Vereinigtes Königreich | Deutschsprachige Erstausstrahlung (Deutschland) | Vorlage            |
| ---------- | --------- | ------------------ | --------------------------- | --------------------------------------- | ----------------------------------------------- | ------------------ |
| 46         | 1         | Alibi              | The Murder of Roger Ackroyd | 2. Jan. 2000                            | 24. Jan. 2018                                   | Alibi              |
| 47         | 2         | Dreizehn bei Tisch | Lord Edgware Dies           | 19. Feb. 2000                           | 31. Jan. 2018                                   | Dreizehn bei Tisch |

## Staffel 8
Die achte Staffel besteht aus zwei Filmen.
| Nr. (ges.) | Nr. (St.) | Deutscher Titel          | Originaltitel         | Erstausstrahlung Vereinigtes Königreich | Deutschsprachige Erstausstrahlung (Deutschland) | Vorlage                  |
| ---------- | --------- | ------------------------ | --------------------- | --------------------------------------- | ----------------------------------------------- | ------------------------ |
| 48         | 1         | Das Böse unter der Sonne | Evil Under the Sun    | 20. Apr. 2001                           | 7. Feb. 2018                                    | Das Böse unter der Sonne |
| 49         | 2         | Mord in Mesopotamien     | Murder in Mesopotamia | 8. Juli 2001                            | 14. Feb. 2018                                   | Mord in Mesopotamien     |

## Staffel 9
Die neunte Staffel besteht aus vier Filmen.
| Nr. (ges.) | Nr. (St.) | Deutscher Titel          | Originaltitel     | Erstausstrahlung Vereinigtes Königreich | Deutschsprachige Erstausstrahlung (Deutschland) | Vorlage                  |
| ---------- | --------- | ------------------------ | ----------------- | --------------------------------------- | ----------------------------------------------- | ------------------------ |
| 50         | 1         | Das unvollendete Bildnis | Five Little Pigs  | 14. Dez. 2003                           | 24. Dez. 2005                                   | Das unvollendete Bildnis |
| 51         | 2         | Morphium                 | Sad Cypress       | 26. Dez. 2003                           | 28. Feb. 2018                                   | Morphium                 |
| 52         | 3         | Tod auf dem Nil          | Death on the Nile | 12. Apr. 2004                           | 25. Dez. 2005                                   | Der Tod auf dem Nil      |
| 53         | 4         | Das Eulenhaus            | The Hollow        | 26. Apr. 2004                           | 26. Dez. 2005                                   | Das Eulenhaus            |

## Staffel 10
Die zehnte Staffel besteht aus vier Filmen.
| Nr. (ges.) | Nr. (St.) | Deutscher Titel       | Originaltitel                 | Erstausstrahlung Vereinigtes Königreich | Deutschsprachige Erstausstrahlung (Deutschland) | Vorlage               |
| ---------- | --------- | --------------------- | ----------------------------- | --------------------------------------- | ----------------------------------------------- | --------------------- |
| 54         | 1         | Der blaue Express     | The Mystery of the Blue Train | 1. Jan. 2006 1                          | 4. März 2016                                    | Der blaue Express     |
| 55         | 2         | Mit offenen Karten    | Cards on the Table            | 19. März 2006                           | 19. Feb. 2016                                   | Mit offenen Karten    |
| 56         | 3         | Der Wachsblumenstrauß | After the Funeral             | 26. März 2006                           | 19. Feb. 2016                                   | Der Wachsblumenstrauß |
| 57         | 4         | Der Todeswirbel       | Taken at the Flood            | 2. Apr. 2006                            | 1. Apr. 2016                                    | Der Todeswirbel       |

## Staffel 11
Die elfte Staffel besteht aus vier Filmen.
| Nr. (ges.) | Nr. (St.) | Deutscher Titel           | Originaltitel          | Erstausstrahlung Vereinigtes Königreich | Deutschsprachige Erstausstrahlung (Deutschland) | Vorlage                   |
| ---------- | --------- | ------------------------- | ---------------------- | --------------------------------------- | ----------------------------------------------- | ------------------------- |
| 58         | 1         | Mrs. McGinty ist tot      | Mrs McGinty’s Dead     | 14. Sep. 2008                           | 8. Apr. 2016                                    | Vier Frauen und ein Mord  |
| 59         | 2         | Die Katze im Taubenschlag | Cat Among the Pigeons  | 21. Sep. 2008                           | 15. Apr. 2016                                   | Die Katze im Taubenschlag |
| 60         | 3         | Die vergessliche Mörderin | Third Girl             | 28. Sep. 2008                           | 22. Apr. 2016                                   | Die vergessliche Mörderin |
| 61         | 4         | Der Tod wartet            | Appointment with Death | 25. Dez. 2009 2                         | 29. Apr. 2016                                   | Der Tod wartet            |

## Staffel 12
Die zwölfte Staffel besteht aus vier Filmen.
| Nr. (ges.) | Nr. (St.) | Deutscher Titel        | Originaltitel                | Erstausstrahlung Vereinigtes Königreich | Deutschsprachige Erstausstrahlung (Deutschland) | Vorlage                  |
| ---------- | --------- | ---------------------- | ---------------------------- | --------------------------------------- | ----------------------------------------------- | ------------------------ |
| 62         | 1         | Nikotin                | Three Act Tragedy            | 3. Jan. 2010                            | 6. Mai 2016                                     | Nikotin                  |
| 63         | 2         | Die Halloween-Party    | Hallowe’en Party             | 27. Okt. 2010                           | 13. Mai 2016                                    | Die Schneewittchen-Party |
| 64         | 3         | Mord im Orient-Express | Murder on the Orient Express | 25. Dez. 2010 3                         | 20. Mai 2016                                    | Mord im Orient-Express   |
| 65         | 4         | Auf doppelter Spur     | The Clocks                   | 26. Dez. 2011                           | 27. Mai 2016                                    | Auf doppelter Spur       |

## Staffel 13
Die 13. Staffel besteht aus fünf Filmen, welche 2012 und 2013 produziert wurden. Die Dreharbeiten für den letzten Film, der ausgestrahlt wird, Curtain, liefen vom 15. Oktober bis 5. November 2012. Am 9. Juni 2013 lief die 13. Staffel schließlich mit der Folge Elephants Can Remember (Elefanten vergessen nicht) auf ITV an und endete am 13. November selbigen Jahres mit ihrer letzten Folge Curtain: Poirot’s Last Case (Vorhang).
| Nr. (ges.) | Nr. (St.) | Deutscher Titel               | Originaltitel               | Erstausstrahlung Vereinigtes Königreich | Deutschsprachige Erstausstrahlung (Deutschland) | Vorlage                     |
| ---------- | --------- | ----------------------------- | --------------------------- | --------------------------------------- | ----------------------------------------------- | --------------------------- |
| 66         | 1         | Elefanten vergessen nicht     | Elephants Can Remember      | 9. Juni 2013                            | 3. Juni 2016                                    | Elefanten vergessen nicht   |
| 67         | 2         | Die großen Vier               | The Big Four                | 23. Okt. 2013                           | 10. Juni 2016                                   | Die großen Vier             |
| 68         | 3         | Wiedersehen mit Mrs. Oliver   | Dead Man’s Folly            | 30. Okt. 2013                           | 17. Juni 2016                                   | Wiedersehen mit Mrs. Oliver |
| 69         | 4         | Die Arbeiten des Herkules     | The Labours of Hercules     | 6. Nov. 2013                            | 24. Juni 2016                                   | Die Arbeiten des Herkules   |
| 70         | 5         | Vorhang: Poirots letzter Fall | Curtain: Poirot’s Last Case | 13. Nov. 2013                           | 1. Juli 2016                                    | Vorhang                     |